# Undertekst
Undertekster er en tekstuel gengivelse af lydsporet, der knytter sig til levende billeder, herunder tv, film og computerspil. En person der udarbejder undertekst, og også tekst til filmen kaldes en tekster.
Underteksterne vises oftest i bunden af billedet og skifter i takt med den lyd, det gengiver. Normalt vises 1-2 linjer ad gangen. Teksten er som regel hvid skrift, evt. med en sort kant eller bjælke som baggrund. I visse sammenhænge benyttes forskellige tekstfarver, f.eks. til at sondre mellem flere personer, der taler. Kursiveret undertekst benyttes når der tales via telefon, radio el. lign.
Undertekster benyttes som alternativ til eftersynkronisering som oversættelse af fremmedsproget tale. I Danmark sker oversættelse af film og tv til dansk stort set altid med undertekster, bortset fra film og tv for børn. I andre lande, f.eks. Tyskland, er der derimod tradition for at benytte eftersynkronisering.
Undertekster bør tage hensyn til forskellen mellem hvor hurtigt man kan tale, og hvor hurtigt man kan læse. Den danske branche opererer med en eksponeringstid på 12 anslag i sekundet. Det betyder for eksempel, at en undertekst med to fyldte linjer á ca. 37 anslag skal stå på skærmen i seks sekunder for at en almindelig læser kan nå at læse den. Det medfører, at oversætteren må kondensere indholdet af talen, der ofte går meget hurtigere. Således kan sætningen "How are you doing, are you all right?" for eksempel blive til den noget kortere "Hvordan går det?" eller "Watch out for the giant killer squid!" må nøjes med "Pas på!".
Udover oversættelse benyttes undertekster også som støtte for døve og hørehæmmede, der ikke er i stand til at høre lyden. Undertekster lavet specielt for disse grupper kan udover selve det talte ord også beskrive ikke-verbale dele af lydsiden, f.eks. at telefonen ringer.
Undertekst bliver også nogle gange anvendt til at angive lokationen for en scene, hvilket år scenen foregår i eller hvor lang tid der kan være gået, såsom "Seattle, Washington", "København, 2004", "For to dage siden/To dage tidligere", "10 år senere".
De fleste dansksprogede programmer, der sendes på DR og TV 2, er undertekstet for døve og hørehæmmede. Disse programmer er som regel mærket (TTV) i programoversigter. Underteksterne kan kaldes frem på de respektive kanalers tekst-tv side 399 (på andre kanaler end de nævnte benyttes andre sidenumre). I f.eks. USA, hvor tv udsendes via NTSC og man derfor ikke har tekst-tv, udsendes undertekster på en måde, der teknisk set minder om tekst-tv, men hvor underteksterne kaldes frem direkte ved tryk på en særlig knap på fjernsynets fjernbetjening.
En del dansksprogede programmer udsendes med danske tekster synlige i tv-billedet for alle seere, dvs. ikke kun for dem, der har valgt dem til via tekst-tv. Dette drejer sig typisk om genudsendelser i dagtimerne. Disse programmer er som regel mærket med (TH) i programoversigter (tekstet for hørehæmmede).
På DR1 og DR2 er det muligt at "blokere" for underteksterne, hvor man ved at gå ind på tekst-tv side 398 kan sætte en sort bjælke henover det område på skærmen, hvor teksterne er placeret.
På dvd-film kan man ofte vælge mellem undertekster på flere forskellige sprog, ligesom man helt kan fravælge at få vist undertekster.

## Retningslinjer
Den 11. januar 2019 lancerede underteksternes faglige organisation, Forum for Billedmedieoversættere (FBO) under Dansk Journalistforbund, de første fælles danske retningslinjer for undertekstning nogensinde. Retningslinjerne er udarbejdet af Peter Bjerre Rosa og Kirsten Marie Øveraas. Retningslinjerne er skabt i dialog med Dansk Sprognævn og med både input og godkendelse fra alle de store aktører i den danske undertekstningsbranche, bl.a. DR, TV 2, Dansk Video Tekst, Subline, Scandinavian Text Service, SDI Media Scandinavia og Oneliner. Formålet med retningslinjerne er at medvirke til, at danske seere oplever en høj kvalitetsstandard for undertekster på tværs af de danske medier. Projektet er inspireret af et tilsvarende projekt i Norge, og også i Sverige, Tyskland, Holland og Finland er der ved at blive fastlagt nationale retningslinjer.